# Haldarsvík
Haldarsvík is een dorp dat behoort tot de gemeente Sunda kommuna in het noordoosten van het eiland Streymoy op de Faeröer. Haldarsvík heeft 173 inwoners. De postcode is FO 440. In het centrum van het dorp is er een kleine waterval.

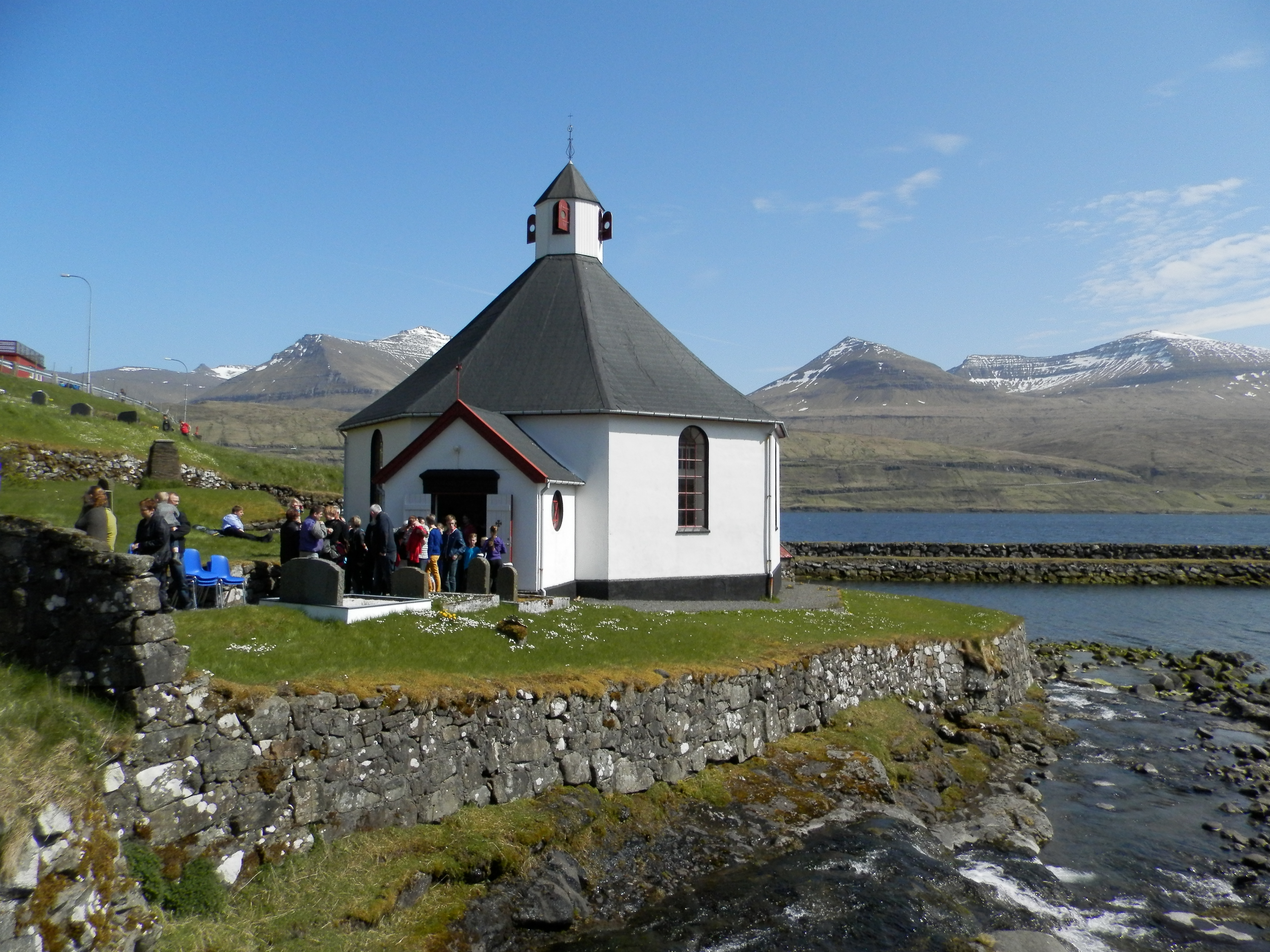
Haldarsvík
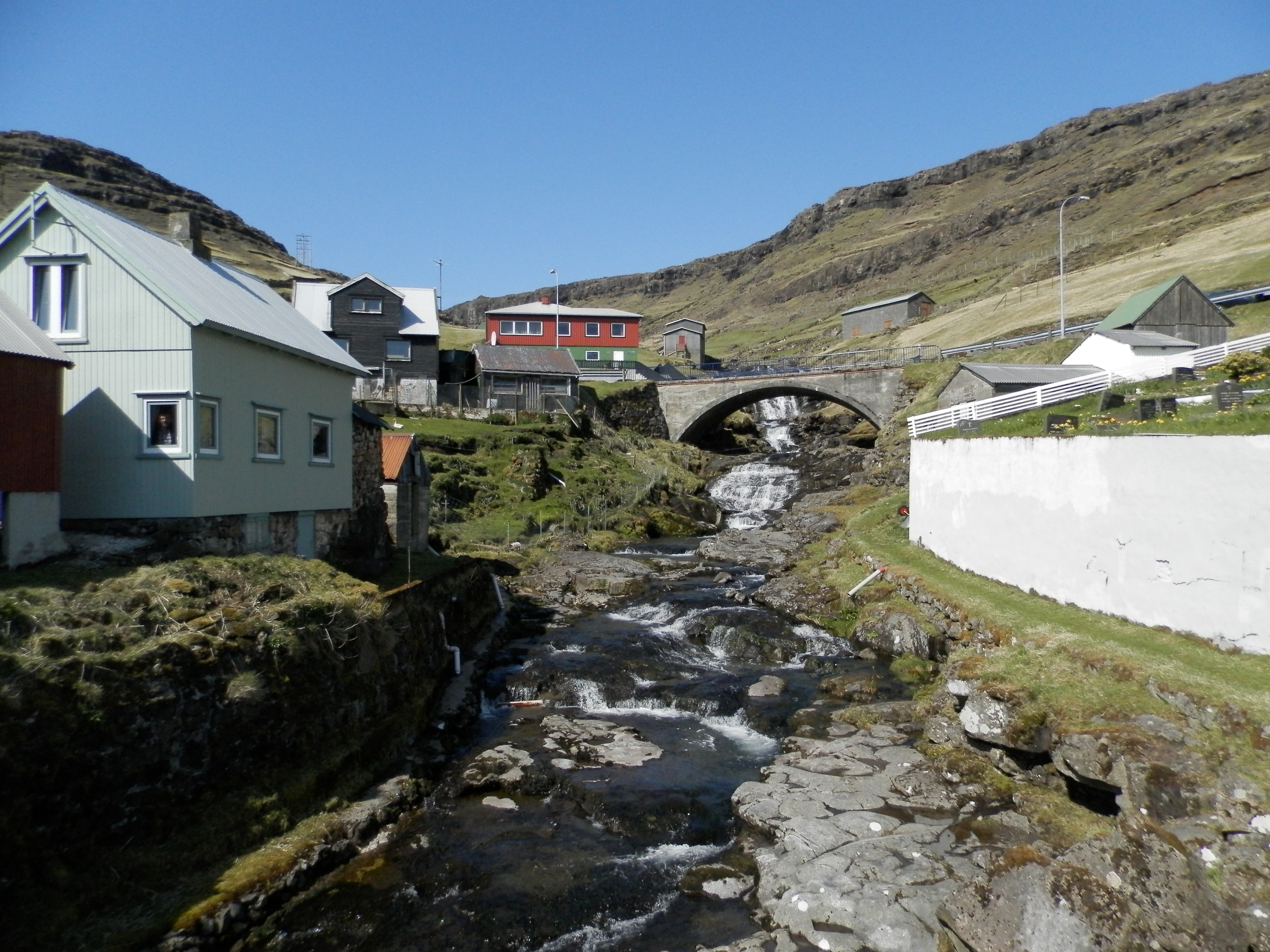
Haldarsvík
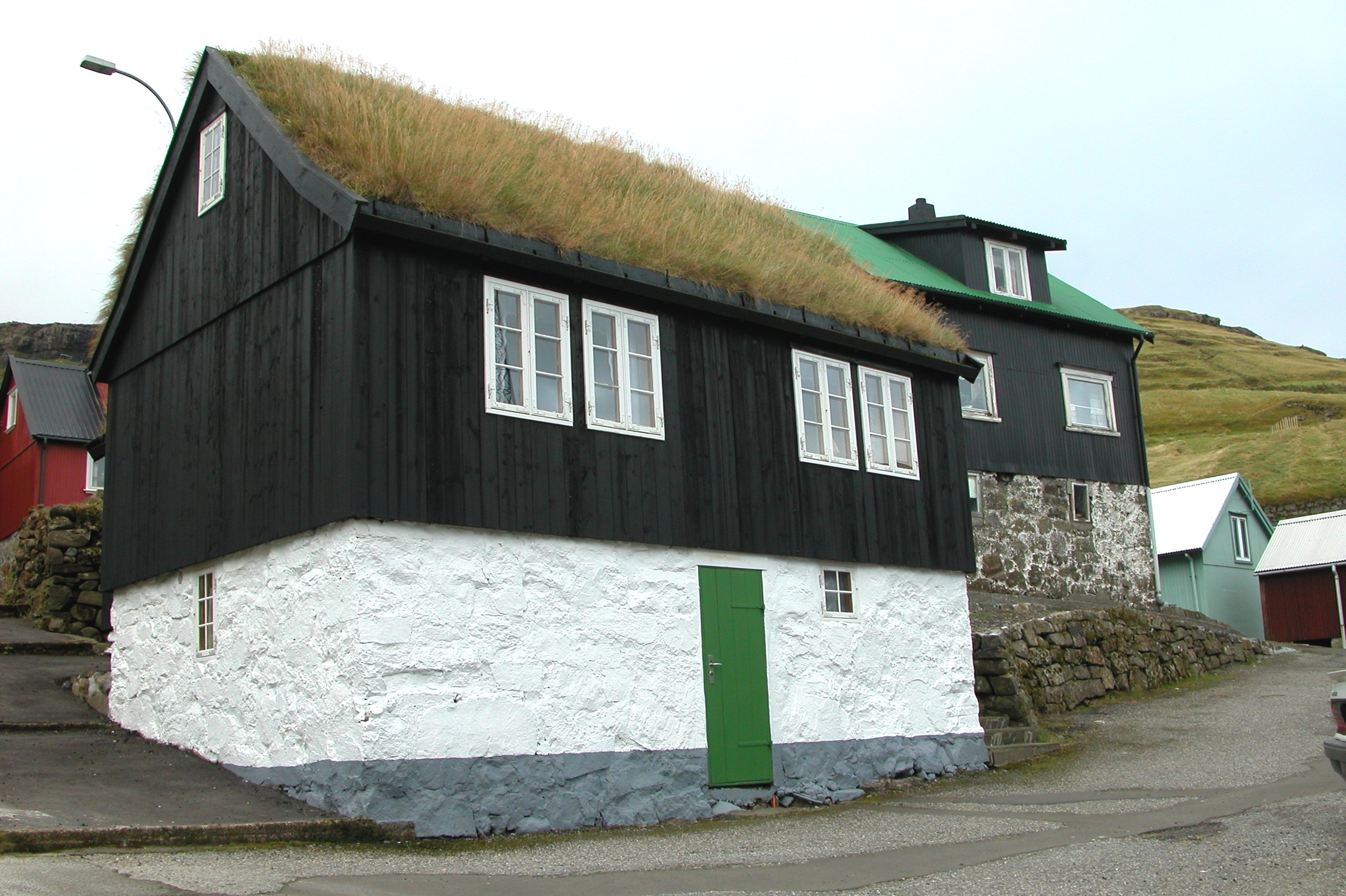
Haldarsvík
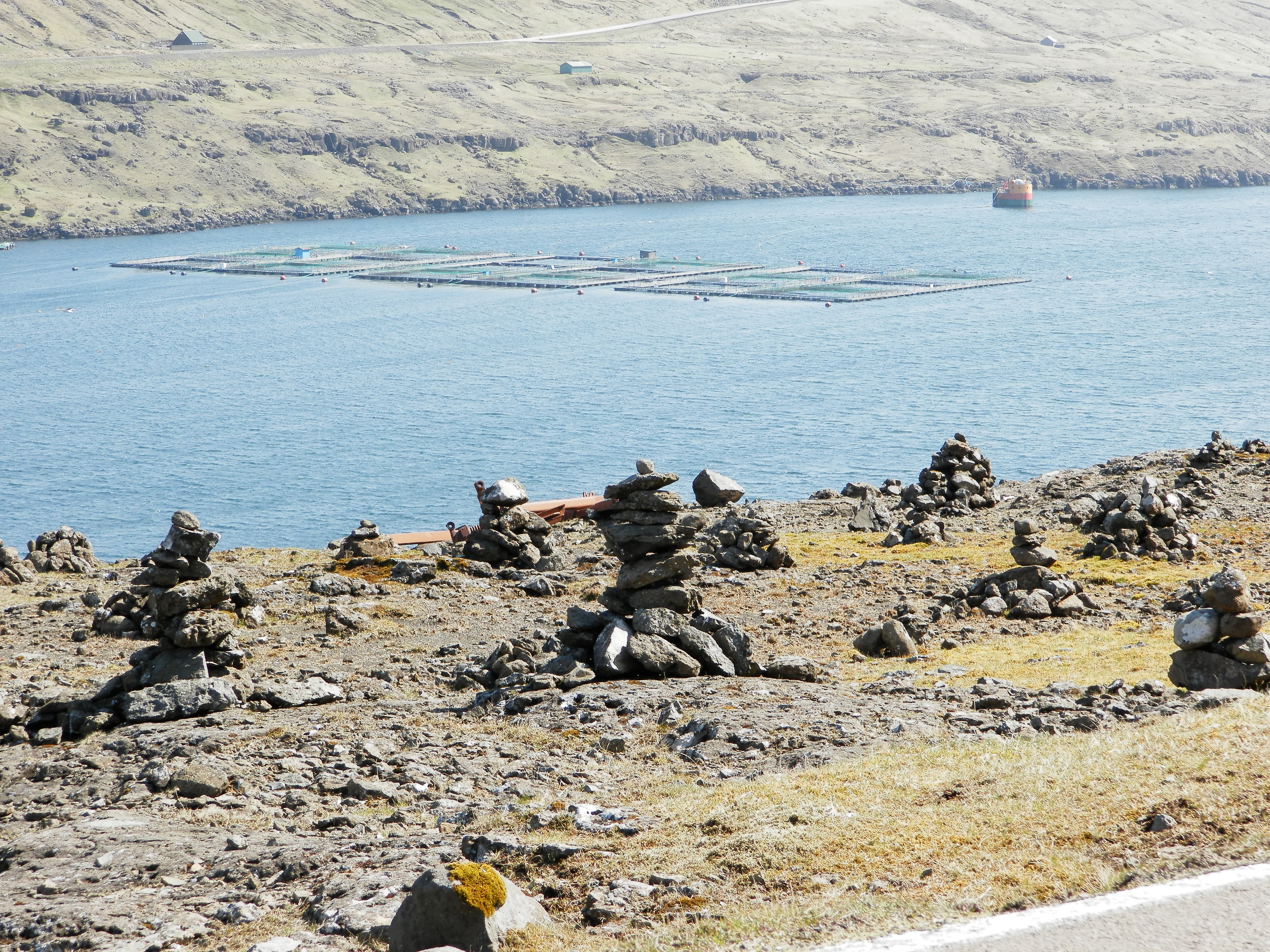
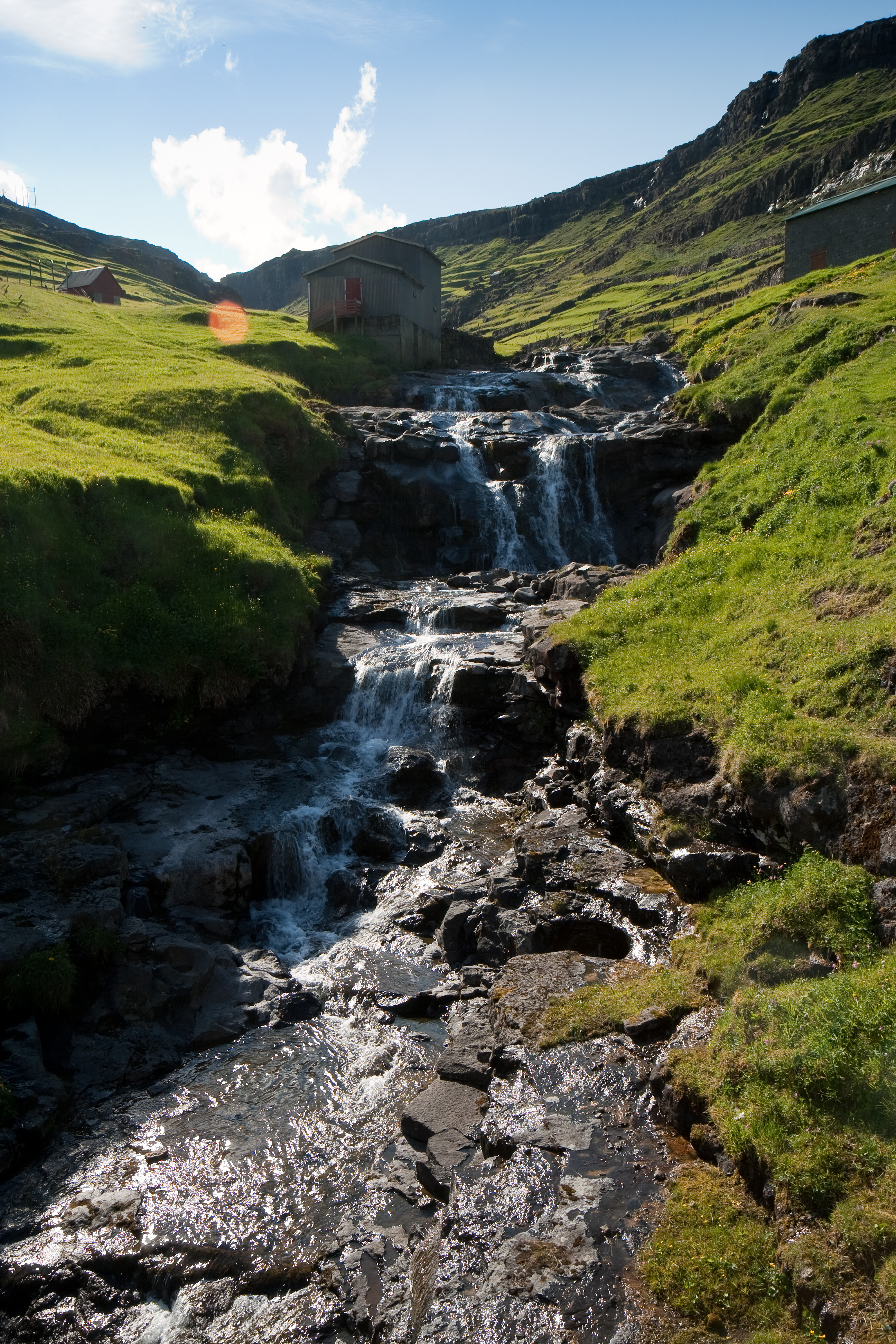